# Liste der äquatorialguineischen Botschafter beim Heiligen Stuhl
Der äquatorialguineische Botschafter nächst dem Heiligen Stuhl residiert in Madrid.
| Ernannt / Akkreditiert | Botschafter                   | Bemerkungen       | Regierung von Äquatorialguinea | Papst             | Posten verlassen |
| ---------------------- | ----------------------------- | ----------------- | ------------------------------ | ----------------- | ---------------- |
| 1985                   | Jesús Ndongo Asama Asue       | Geschäftsträger   | Teodoro Obiang Nguema Mbasogo  | Johannes Paul II. | 1986             |
| 1987                   | José Ela Ebang                | Geschäftsträger   | Teodoro Obiang Nguema Mbasogo  | Johannes Paul II. | 2000             |
| 2000                   | Joaquina Roca Roca            | Geschäftsträgerin | Teodoro Obiang Nguema Mbasogo  | Johannes Paul II. | 2008             |
| 2008                   | Lourde mba Ayecaba            | Geschäftsträgerin | Teodoro Obiang Nguema Mbasogo  | Benedikt XVI.     | 2011             |
| 2011                   | Narciso Edu Ntugu Abeso Oyana | Botschafter       | Teodoro Obiang Nguema Mbasogo  | Benedikt XVI.     |                  |
| 21. Juni 2014          | Joaquín Mbama Nchama          | Botschafter       | Teodoro Obiang Nguema Mbasogo  | Franziskus        |                  |